# Роговець Геннадій Володимирович
Геннадій Володимирович Роговець (11 серпня 1960, Донецька область) — український дипломат. Тимчасовий повірений у справах України в Анголі (2016—2020).

## Життєпис
Народився 11 серпня 1960 року на Донеччині. У 1982 році закінчив Київський державний університет ім. Т. Г. Шевченка, факультет романо-германської філології (перекладач іспанської та англійської мов); у 2000 році Дипломатичну академію України при МЗС України, магістр зовнішньої політики. Володіє українською, португальською, іспанською, італійською, англійською, російською мовами.
У 1992—1995 рр. — третій секретар Управління Європи та Америки, відділ країн Західної Європи
У 1995—1998 рр. — другий секретар Посольства України в Італії
У 1998—1998 рр. — перший секретар Другого територіального управління, відділ країн Західної Європи
У 1998—2000 рр. — слухач Дипломатичної академії України при МЗС України
У 2000—2002 рр. — перший секретар Посольства України в Італії
У 2002—2005 рр. — перший секретар Посольства України в Португалії
У 2005—2006 рр. — радник Другого територіального департаменту МЗС України, відділ країн Латинської Америки та Карибського басейну.
У 2006—2010 рр. — радник Посольства України в Бразилії
З 09.2006 по 06.2007 рр. — тимчасовий повірений у справах України в Бразилії
У 2010—2011 рр. — начальник відділу країн Центральної Америки і Карибського басейну Другого територіального департаменту МЗС України
У 2011—2012 рр. — начальник відділу країн Центральної Америки, Карибського басейну та Південної Америки Другого ТД МЗС України
У 2012—2016 рр. — консул-керівник Консульства України в місті Порту.
У 2016—2020 рр. — радник Посольства України в Республіці Ангола.